# Walter-Schädlich-Halle
Die Walter-Schädlich-Halle, eine Sporthalle im Duisburger Stadtbezirk Hamborn, ist nach dem ehemaligen Handballnationalspieler von Hamborn 07 Walter Schädlich benannt.

## Geschichte
Im August 2009 wurde mit der Bauplanung einer Mehrzweckhalle begonnen. Jedoch scheiterte dieses Vorhaben an der Finanzlage der Stadt Duisburg. Nachdem schließlich der Bedarf für den Schul- und Vereinssport nachgewiesen wurde, begannen im Sommer 2012 die Bauarbeiten. Jedoch nur noch als Vierfachsporthalle. Im Frühjahr 2015, wurde festgestellt, dass der frisch gegossene Boden ungeeignet war und somit entfernt werden musste. Im Herbst 2015 wurde die Halle dann für den Schul- und Vereinssport freigegeben. Die Baukosten beliefen sich auf rund 9,4 Millionen Euro. Ursprünglich waren 6,5 Millionen Euro angedacht.
Am 22. September 2016 fand dann die offizielle Eröffnung mit einem kleinen sportlichen Rahmenprogramm statt. Namensgeber Walter Schädlich erlebte diesen Tag jedoch nicht mehr.
Die Halle verfügt über eine Grundfläche von 3200 Quadratmetern. Die Spielfläche misst 60 × 28 Meter und kann mit Trennvorhängen in vier unabhängige Hallenbereiche aufgeteilt werden. Die Sporthalle verfügt über ausfahrbare Tribünen, die bis zu 800 Zuschauern Platz bieten. Zudem verfügt sie über einen 225 Quadratmeter großen Gymnastikraum. Des Weiteren wurden Umkleideräume, Geschäftszimmer, ein Lagerraum und ein Außengeräteraum für die Bezirkssportanlagen im Gebäude integriert.
Im Rahmen der Rhine-Ruhr Summer World University Games 2025 werden in der Walter-Schädlich-Halle Spiele der Basketballturniere ausgetragen.